# Rakhigarhi
Rakhigarhi ou Rakhi Garhi est un village de l'État de l'Haryana en Inde, et un site archéologique majeur, l'emplacement correspondant en effet à une ancienne cité de la civilisation de la vallée de l'Indus, concomittante à la construction des premières grandes pyramides en Égypte et des temples monumentaux des Mésopotamiens.

## Géographie
Rakhigarhi est situé à environ 150 kilomètres de New Delhi.

## Histoire
La cité antique de Rakhigarhi était plus importante que celles de Mohenjo-daro ou de Harappa, deux autres sites harappéens, longtemps mieux connues. A son apogée, cette civilisation de la vallée de l'Indus s’étendait depuis le Cachemire jusqu’aux rives de la Narmada, dans le Gujarat, en passant par une grande partie de ce territoire devenu depuis le Pakistan.

## Éléments mis en avant par les recherches archéologiques sur ce site
Cette section ne s'appuie pas, ou pas assez, sur des sources secondaires ou tertiaires indépendantes du sujet.

Pour l'améliorer, ajoutez-en, ou placez des modèles {{Source secondaire souhaitée}} ou {{Source secondaire nécessaire}} sur les passages mal sourcés. (novembre 2024)
En 1963, l'archéologue indien Acharya Bhagwan Dev découvre le site et son collègue Suraj Bhan confirme que le village est situé sur l'emplacement d'une ancienne cité de la civilisation de la vallée de l'Indus, plus importante que celle de Mohenjo-daro jusqu'alors considérée comme la plus importante.
En fait, le site se révèle composé de trois couches correspondant à trois périodes (primitive, principale et tardive) de cette civilisation. On pense que le site fut habité du XXXVe siècle av. J.-C. jusqu'à la période Koushane, soit vers 100 apr. J.-C. La véritable exploitation commence en décembre 1997, l'Archaeological Survey of India procède alors à une fouille révélant une cité de plus de 2 km2 de superficie et mettant au jour une grande quantité d'objets, certains ayant plus de 5 000 ans d'âge.
La population de Rakhigarhi au moment de son plein développement est estimée à 50 000 personnes, peut-être plus si la superficie du site se révèle plus importante que prévu.
On a découvert à Rakhigarhi des rues pavées, un système d'égouts pour le traitement des eaux usées, mais aussi de collecte et de stockage des eaux de pluie, des ateliers de production de briques et de statues en terre cuite ainsi que de travail du métal, bronze et métaux précieux. La joaillerie y était pratiquée, notamment la fabrication de bracelets en terre cuite, en or et pierres semi-précieuses, en nacre de coquillage. On y a découvert aussi un hameçon en cuivre, une balance et ses poids ainsi que divers ustensiles.
La ville était peut-être située sur les rives de la Sarasvatî.

## Analyses ADN
Un autre élément important, qui a déclenché des débats en Inde, sont les analyses ADN menées sur les squelettes trouvées sur le site. Le matériel génétique exploitable, prélevé dans les os pétreux de l’oreille interne de ces squelettes, apporte la preuve de sang mêlé, avec des souches communes aux anciennes peuplades nomades du territoire actuel de l’Iran et aux chasseurs-cueilleurs du Sud-Est asiatique, remettant en cause les théories des nationalistes hindous. Pour ceux-ci, l’Inde est la terre des hindous, peuple qui descendrait des seuls Aryens, une race « pure » et nécessairement autochtone,.